# Матија Поповић
Матија Поповић (око 1490 — Жумберак, 1563) био је српски свештеник, преводилац и штампар, рођен на простору данашње Босне и Херцеговине. Поповић је био штампар у Јужнославенском библијском институту.

## Биографија и рад
Рођен је крајем 15. века на простору данашње Босне и Херцеговине, а преписивао је и преводио књиге на славеносрпски језик.
Јужнословенски библијски инстутут основан је у Бад Ураху у јануару 1561. године од стране барона Ханса фон Унгнада, који је био оснивач и власник инстутута.  Унгнанд је добио подршку од Кристофа, војводе Виртемберга, који је дозволио Унгнанду да користи свој дворац (бивши самостан) Аманденхоф код Бад Ураха, као седиште овог института. Унутар института чији је надзорник био Примож Трубар, налазила се штампарија, где су се штампале књиге за све Јужне Словене који су живели од Соче, преко Црног мора, све до Константинопоља. Институт је дуго покушавао да ангажује извесног Димитирија Србина, али без успеха. На крају су ангажновани Јован Малешевац и  Матија Поповић, који су стигли у Бад Урах 20. септембра 1561. године. На ћирилицу су превели Нови завет, Лутеров мали катекизам, Loci communes и многе друге књиге. Након завршеног посла од Унгнада су добили по коња и 40 мађарских форинти, након чега су отишли у Љубљану.
Године 1563. Поповић се на крају свог презимена потписао са словом „Ћ”, што је Вук Караџић увео почетком 19. века. Почетком 1563. године Поповић је убијен у Жумбераку од стране непознатог православног свештеника.